# スファックス県
スファックス県（スファックスけん、アラビア語：ولاية صفاقس、英語：Sfax Governorate） は、チュニジアの県である。チュニジアの東に位置し、ケルケナ諸島を含む。人口は860,000人（2005年）、面積は7,545km2。県都はスファックスである。

## 隣接する県
- ガベズ県
- シディブジッド県
- ケルアン県
- マーディア県